# Jean-Marie de Busscher
Jean-Marie de Busscher, né le 16 août 1935 à Boitsfort (province de Brabant, actuellement région de Bruxelles-Capitale) et mort le 28 décembre 2001 à Paris 11e, est un artiste, peintre, acteur, journaliste, historien et scénariste belge de bande dessinée.

## Biographie
Jean-Marie, François, Émile De Busscher naît le 16 août 1935 à Boitsfort, commune bruxelloise,,.
C'est auprès des Jésuites qu'il effectue ses humanités anciennes. Ensuite, il entame des études d'architecture à l'école de La Cambre puis des cours de peinture monumentale à l'atelier de Paul Delvaux. Il est licencié en histoire et philosophie de l'art de l'Université libre de Bruxelles. Il fait un stage d'esthétique industrielle à la Volkshochschule de Cassel. Il accomplit son service militaire à la Force navale belge. Puis, rendu à la vie civile, il travaille successivement à Bruxelles en architecture et peinture où il réalise le décor du Théâtre 140, à Amsterdam en design industriel, à Rome en cinéma d'animation et à Berlin (reliefs modulés monumentaux). Il se fixe à Paris en 1974 où il réalise une vaste fresque pour les Assurances générales de France. À partir de 1976, à 40 ans, il choisit de se consacrer entièrement au journalisme et à l'écriture. Il intègre la rédaction de Charlie Hebdo et de Charlie Mensuel où il tient les rubriques L'Art patriotico-tumulaire, Dommages de Guerre, Bunker Romance et Les Carnets du Major Bucksson.
Il rencontre de nombreux dessinateurs dans la salle de rédaction de Charlie mensuel, Charlie Hebdo et Hara-Kiri. Il conseille le rédacteur en chef Wolinski. Il est l'auteur et le co-auteur de plusieurs bandes dessinées : L'Empire des Clones, Une très bonne famille et Le Marché de l'an 2000 dans les publications des Éditions du Square en collaboration avec Arno, Jean-Louis Hubert, A. van Gunst ou Jean-Claude Hadi. À l'occasion des déjeuners du mercredi, il se lie d'amitié avec Cabu, Coluche, professeur Choron, les frères Floch, Gébé, Mandryka, Kiki Picasso, Reiser, François Schuiten, Tardi et Willem qui étaient des habitués.
Il scénarise Willy's holiday pour Ravage dans Charlie Mensuel pour lequel il écrit 5 courts récits de 1978 à 1980 qui ne connaîtront pas d'album. Pour le même dessinateur, il écrit le court récit de 8 planches intitulé Hic sunt leones pour les pages de Pilote. Il collabore brièvement au périodique de bande dessinée Métal hurlant en 1983. Il s'associe au dessinateur Marc Caro pour publier Attack un court récit de 4 planches dans Métal Aventure en 1984. La même année, il rejoint la rédaction de (À suivre) où il écrit le scénario d'Olympia pour Philippe Bertrand. « Un récit au charme délicieusement suranné » selon Didier Pasamonik du site ActuaBD. Ce one shot est publié tardivement aux éditions Dargaud en 2015 dont la préface est écrite par Enki Bilal,.
Il collabore également avec les revues Beaux Arts Magazine, Geo, L'Événement du jeudi, Paris Match, Les Nouvelles littéraires ainsi qu'avec Le Quotidien de Paris.

### En télévision et au cinéma
Il collabore, comme auteur et acteur, aux séries télévisées de Teri Wehn-Damisch (Paris-New-York, Paris-Berlin, Zig-Zag, Paris, musée vivant). C'est aux côtés de François Prébois qu'il écrit La Patrie reconnaissante et Le Soldat inconnu pour TF1 et Surplus militaires pour Arte. Il réalise plusieurs émissions de radio pour France Culture et France Musique telles Viollet-le-Duc, BD Architectures, Le Temps des gares et Wagner et les châteaux de Louis II de Bavière. Il joue dans Le Bunker de la dernière rafale des réalisateurs Marc Caro et Jean-Pierre Jeunet où il interprète le rôle de l'officier supérieur en 1981.

### Décès
Il meurt le 28 décembre 2001 à Paris 11e, à l'âge de 66 ans.

## Œuvre

### Filmographie comme acteur
- 1981 : Le Bunker de la dernière rafale[15], court métrage de fiction.

### Publications

#### Ouvrages
- Les Folies de l'Industrie, Bruxelles, Archives d'architecture moderne, 1981, 285 p. (OCLC 1400602025)
- Jean-Marie de Busscher, Les Folies de l'Industrie, Bruxelles 1981, Archives d'architecture moderne
- Ian Vernon Hogg et Jean-Marie De Busscher, Fortifications : histoire mondiale de l'architecture militaire, Paris, Atlas, 1983, 256 p. (ISBN 9782731201017 et 2731201010)
- Jean-Marie De Busscher et Williem (ill.), L'art patriotico-tumulaire, Paris, Éditions la Bibliothèque, coll. « Les billets de la Bibliothèque », 2001, 203 p. (ISBN 9782909688244 et 2-909688-24-0)
- Jean-Marie De Busscher et Williem (ill.), 14-18, l'art patriotico-tumulaire : chroniques de "Charlie mensuel", Paris, Éditions la Bibliothèque, coll. « Les billets de la Bibliothèque », 2014, 203 p. (ISBN 9782909688664 et 2909688666)
- Jean-Marie De Busscher, Dommages de guerre : ligne Maginot, etc, Paris, Éditions la Bibliothèque, coll. « Les billets de la Bibliothèque », 2019, 145 p. (ISBN 9791093098524)

#### Album de bande dessinée
- Olympia[12],[13],[16],[17], Dargaud, Paris, 27 novembre 2015
Scénario : Jean-Marie De Busscher - Dessin : Philippe Bertrand - Couleurs : noir et blanc -  (ISBN 9782205074291),Préface : Enki Bilal.